# Schomberg (Ontario)
Pour les articles homonymes, voir Schomberg.
Schomberg est un village non incorporé, situé dans le canton du King, dans la province de l'Ontario au Canada. Situé au Nord de la Moraine d'Oak Ridges et au Sud du Holland River, le village est entouré d'attractions naturelles.

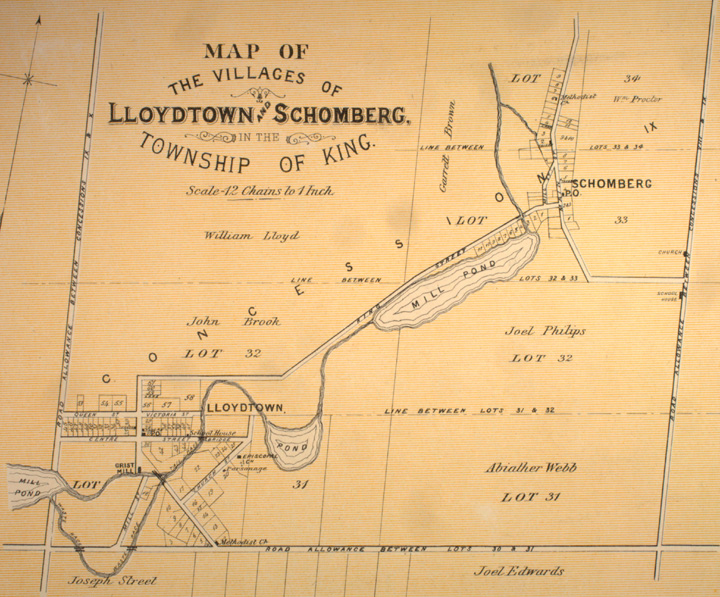
Une carte de 1878 montrant les terrains 30-34 dans le comté de King, incluant les communautés de Schomberg et Lloydtown.

Son code postal est : L0G 1T0.

## Personnages célèbres
- Éric Lamaze : cavalier de saut d'obstacles, médaillé d'or olympique en individuel et d'argent par équipe aux Jeux Olympiques de 2008, médaillé de bronze en individuel aux Championnats du monde en 2010.
- Des joueurs de hockey sur glace professionnels : Darryl Bootland, Adam Oates et Mike Kitchen.